# Henk Bouwman
Henk Bouwman   (Amsterdam, 30 de juny de 1926 - Baarn, 27 de desembre de 1995) va ser un jugador d'hoquei sobre herba neerlandès que va competir durant les dècades de 1940 i 1950. Era el pare del també jugador d'hoquei Roderik Bouwman.
El 1948 va prendre part en els Jocs Olímpics de Londres, on va guanyar la medalla de bronze com a membre de l'equip neerlandès en la competició d'hoquei sobre herba.